# Atrichopogon griseolus
Atrichopogon griseolus är en tvåvingeart som först beskrevs av Zetterstedt 1855.  Atrichopogon griseolus ingår i släktet Atrichopogon, och familjen svidknott. Arten är reproducerande i Sverige.